# Christian Spescha
 (mars 2010).
Si vous disposez d'ouvrages ou d'articles de référence ou si vous connaissez des sites web de qualité traitant du thème abordé ici, merci de compléter l'article en donnant les références utiles à sa vérifiabilité et en les liant à la section « Notes et références ».
Christian Spescha, né le 25 janvier 1989 à Ilanz, est un skieur alpin suisse.
Il a remporté la Coupe d'Europe de ski alpin en 2010.

## Biographie
Christian Spescha fait ses débuts en Coupe du monde en novembre 2009.

## Palmarès

### Coupe d'Europe
- 93 départs.
- 5 podiums, dont 3 victoires.

| Saison/Classement | Général | Général | Descente | Descente | Super G | Super G | Slalom géant | Slalom géant | Slalom | Slalom | Combiné | Combiné |
| Saison/Classement | Class.  | Points  | Class.   | Points   | Class.  | Points  | Class.       | Points       | Class. | Points | Class.  | Points  |
| ----------------- | ------- | ------- | -------- | -------- | ------- | ------- | ------------ | ------------ | ------ | ------ | ------- | ------- |
| 2008-2009         | 54e     | 33      | 37e      | 29       | -       | -       | 75e          | 4            | -      | -      | 4e      | 100     |
| 2009-2010         | 1er     | 666     | 5e       | 265      | 5e      | 158     | 10e          | 209          | 102e   | 4      | 18e     | 30      |
| 2010-2011         | 32e     | 214     | 12e      | 96       | 16e     | 98      | -            | -            | -      | -      | 27e     | 20      |
| 2011-2012         | 26e     | 269     | 13e      | 120      | 70e     | 6       | 33e          | 53           | -      | -      | 3e      | 90      |
| 2012-2013         | 106e    | 69      | 38e      | 30       | 35e     | 39      | -            | -            | -      | -      | -       | -       |
| 2013-2014         | 191e    | 8       | 60e      | 8        | -       | -       | -            | -            | -      | -      | -       | -       |

### Championnats de Suisse
- Vainqueur du super G en 2011.